# Lavas Margit
Lavas Margit Jönsdotter, född 2 december 1844 i Solleröns församling, Kopparbergs län, död 2 december 1925 i Solleröns församling, Kopparbergs län, var en svensk hornblåserska som inspirerade Anders Zorn till att starta den första spelmanstävlingen. Tavlan Hornblåserska föreställer Lavas Margit och målades av Anders Zorn.

## Biografi
1872 gifte sig Lavas Margit Andersson med den sju år äldre Skinnar Anders Persson, ibland benämnd Dunder Anders, och bildade familj i byn Häradsarvet. Som gift hade hon namnet Skinnar Margit Jönsdotter. Paret fick två döttrar och fem söner. Lavas Margit och hennes make levde ett småbrukarliv, men då de egna ägorna var små och gav begränsade skördar arbetade de också utanför den egna gården.

## Vallkulla
Lavas Margit tillbringade många somrar på fäbodar som "gäslkall" (vallkulla) bland annat på fäbodarna "Nybodarna" vid byn Gävunda i Venjan. På fäbodarna spelades vallmusik och Lavas Margit var själv duktig på att blåsa horn.  

## Spelmanstävling
1906 anordnade konstnären Anders Zorn Sveriges första spelmanstävling. Idén till tävlingen hade Zorn fått 1905 när han på hösten deltog i älgjakten och då passade på att besöka några fäbodar. På fäbodarna frågade han efter kullor som kunde blåsa horn och en av dem konstnären då fick träffa var Lavas Margit Andersson. Lavas Margit sonson Dunder Karl Olsson berättar om farmoderns möte med Anders Zorn så här:
"Farmor (Lavas Margit) avbröt mjölkningen, gick in i stugan och tog ned vallhornet och blötte det i en vattenbytta, som stod utanför stugan. Så ställde hon sig ute på täkten och blåste låten: "Kyner a kem att, letir int mer!" (Korna har kommit hem, leta inte mer!) - Hon tog om låten några gånger för att vara säker på att kullorna hade hört henne. Vid stranden av Säxen inte långt från fäbodvallen hade Korsnäsbolaget en skogsvaktarstuga. Mellan stugan och vallen var en fin gångstig. I stugan befann sig då Zorn tillsammans med förvaltar Berg för att fiska. När Zorn på morgonen, medan han ännu låg och sov i sängen, hörde hornlåten som ekade mellan bergen, for han upp, drog på sig byxorna men hade inte tid att knäppa hängslena, stoppade fötterna i skorna utan strumpor och kom så springande kippskodd till vallen. Där ställde han sig framför farmor och lyssnade, och under tiden knäppte han hängslena, berättar farfar. När hon slutade blåsa ville Zorn att hon skulle blåsa mera. "Nej", sa hon, "nu har jag inte tid, först ska jag mjölka färdigt, så vi får iväg korna, och så ska jag ställa lite mat till karlarna, men vill du komma hit sen, så ska jag spela allt jag kan".
Detta möte var upprinnelsen till den spelmanstävling som Anders Zorn året därefter kom att anordna. Syftet med spelmanstävlingen var att få konsten att blåsa horn att leva vidare. Anders Zorn hade nämligen märkt att intresset för vallåtar och hornblåsning avtagit i och med att fäboddriften och vallningen förändrades vid sekelskiftet. Även spelmansmusiken hade minskat i och med väckelserörelsens framfart. Därför inkluderade Anders Zorn även fiolspelmän i tävlingen. Tävlingen, som hölls på Gesundaberget, lockade 15 hornblåsare (varav 3 män) och 15 fiolspelmän att delta. Lavas Margit och hennes dotter Dunder Anna Larsdotter deltog som hornblåserskor. Lavas Margit erhöll 10 kronor och Dunder Anna 5 kronor i prispengar.

## Hornblåserska

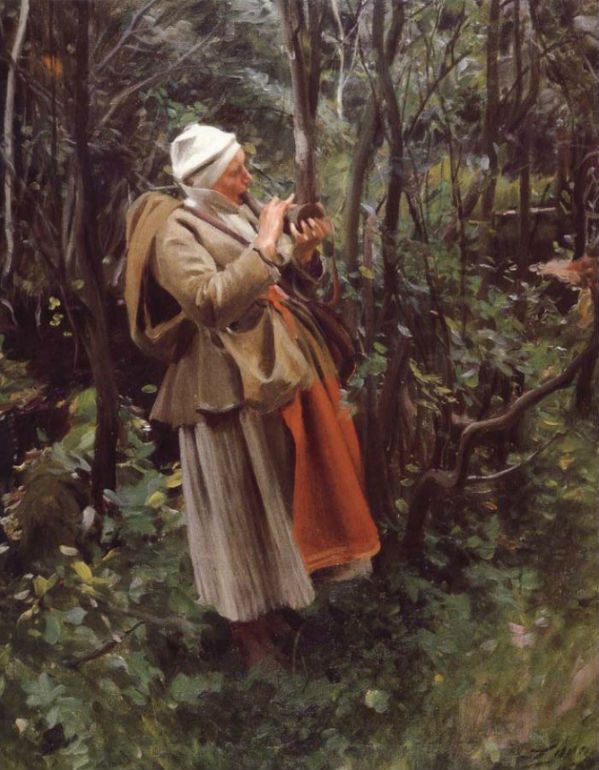
Hornblåserska. Olja på duk, 1905. Zornsamlingarna, Mora.

1905 målade Anders Zorn ett porträtt av Lavas Margit, Hornblåserska. Lavas Margit står omgiven av tät skog och blåser i sitt kohorn. På ryggen hänger ett tygstycke som hon fäst i en axelrem. I remmen hänger en väska och i midjeremmen har hon bundit en kjolsäck. Konstnären har benämnt tavlan Hornblåserska och inte använt hennes namn, Lavas Margit Jönsdotter. Denna anonymisering kan berätta en del om den tidens uppfattning om den arbetande kvinnan, en av många med liknande sysslor.